# Toc show
Toc show (de la expresión talk show) es un programa de televisión chileno de conversación, conducido por Juan Carlos "Pollo" Valdivia. Fue estrenado a través de UCV Televisión (actual TV+) el 4 de marzo de 2013.

## Historia
Tras la abrupta salida de Juan Carlos Valdivia y su esposa Claudia Conserva del canal La Red en septiembre de 2011, el matrimonio se embarcó en una búsqueda de proyectos en los cuales ambos pudiesen participar. A principio de 2012 comenzaron las conversaciones entre UCV Televisión y la pareja televisiva para que se integraran al canal, pero a fin de cuentas únicamente Valdivia optó por este, ya que Conserva fichó por TVN. La integración fue confirmada por el director ejecutivo de UCV Televisión, Enrique Aimone, en noviembre de 2012. Según informó Juan Carlos "Pollo" Valdivia al diario La Tercera, este nuevo proyecto sería "un programa de conversación sobre la actualidad, con grandes dosis de humor. Cuenta con panelistas estables e invitados".
Una semana antes del estreno de Toc show, una especie de «marcha blanca» se dio en UCV Televisión. Entre el 25 de febrero de 2013 y el 1 de marzo del mismo año se emitió «Eo, eo, eo, que siga el veraneo», espacio que permitió a la producción experimentar con las transmisiones en alta definición.
El estreno de Toc Show fue anunciado para el lunes 4 de marzo con un panel compuesto por las actrices Javiera Acevedo y Mariana Derderián y la periodista deportiva Soledad Bacarreza. Sin embargo, y pese a participar en la campaña promocional, Acevedo nunca pudo asistir al programa y su puesto fue ocupado por la psicóloga Constanza Michelson.
A medida que avanzaron los capítulos, poco a poco el programa fue tomando la fórmula explotada por Así somos y comenzó a renovar su panel con modelos como Pedro Bastidas, Paula Bolatti, Gonzalo Egas, Francisca Undurraga y Verónica Vieyra.
El programa fue reemplazado desde el 29 de febrero de 2016 por Nessun dorma: nadie duerma. El programa volvió  emitirse a reemplazar a Nessun dorma: nadie duerma, dos años después, el 12 de marzo de 2018.
Una reestructuración se anunció en 2019, con énfasis en los temas de actualidad pero con una mirada amable, y un nuevo panel integrado, inicialmente, por las periodistas Carolina Brethauer y Mariela Sotomayor.
Con motivo de la pandemia, durante 2020 Toc Show fue conducido por el Pollo Valdivia en solitario. Siguiendo ese formato de actualidad, en abril de 2021 comenzó a ser emitido a las 21 horas con la incorporación del periodista Felipe Vidal y el dibujante Manuel Rodríguez, más conocido como "Señor Lápiz".
En julio de 2022, y luego de que Claudia Conserva, la esposa del conductor Juan Carlos "Pollo" Valdivia, anunciara que padece cáncer, el conductor se ausentó durante dos semanas del programa, y anunció que su participación en este sería intermitente para acompañar a su esposa. La conducción la asumió Felipe Vidal.
En marzo de 2025, la periodista y panelista del programa Claudia Salas, y Juan Carlos "Pollo" Valdivia, anuncian el fin del programa luego de 6 años al aire en TV+

## Equipo
| Conductores - Juan Carlos Valdivia (2013-2025) - Claudia Salas (2024-2025) Panelistas estables - Cony Téllez (2024) - Pamela Le Roy (2024) Expanelistas - Felipe Vidal (2020-2024) - Manuel Rodríguez (2020-2024) - Bernardita Ruffinelli (2019) - Álvaro García (2019) - Nathalie Nicloux (2019) - Ruth Gamarra (2019) - Marcela Brane (2019) - Carolina Brethauer (2019) - Mariela Sotomayor (2019) - Pablo Zúñiga (2018-2019) - Mery Salas (2018-2019) - Javiera Acevedo (2018-2019) - Eugenio Figueroa (2018-2019) - Daniela Palavecino (2018) - Yunet Guerra (2018) - Verónica Vieyra (2016) - Francisca Ayala (2015) - Daniela Urrizola (2015) - Lagarto Murdock (2015) - Constanza Solar (2015) - Dominique Lattimore (2015) | - Nayara Vit (2015) - Pauli Bolatti (2015) - Lorena Gálvez (2014) - Kika Silva (2014) - Pedro Bastidas (2014-2016) - Francisca Undurraga (2013-2014; 2016) - Flavia Fucenecco (2013; 2014-2015) - Katherine Bodis (2013-2014) - Constanza Michelson (2013-2014) - Gonzalo Egas (2013-2014) - Laura Prieto (2013) - Glenny Rosado (2013) - Mey Santamaría (2013) - Soledad Bacarreza (2013) - Paola Camaggi (2013) - Paloma Cifuentes (2013) - Mariana Derderián (2013) |

Línea de Tiempo Panelistas (1ª etapa)
Línea de Tiempo Panelistas (2ª etapa)

## Invitados
Es costumbre que, por la ausencia momentánea de uno o más panelistas estables, distintos personajes del mundo del modelaje, la televisión y el espectáculo participaron del programa, ya sea a modo de reemplazo por uno o más capítulos, durante un período de transición por la búsqueda de un nuevo panelista estable, a presentar secciones especiales, o simplemente en calidad de invitados. Además, quien ocupaba el puesto de conductor del programa cuando Juan Carlos Valdivia se ausentaba, generalmente era Pedro Bastidas o, en su defecto, Giancarlo Petaccia. Entre quienes pasaron por el espacio, destacaron:
| - Javiera Acevedo - Gabriela Zambrano - María José Maldonado - Daniella Chávez - Sabrina Sosa - Melina Figueroa - Kathy Contreras - Sofía Clerici | - Natalia Navarro - Carla Ochoa - Kim Gutiérrez - Yazmín Vásquez - Jessica Alonso - Romina Ansaldo - Camila Grove - Catalina Vera | - Andrea Iglesias - Tamara Sepúlveda Harnisch - Julia Prado - Mariana Missaglia - Giselle Gómez Rolón - Regina Fernández - Katty Pérez |

## Producción
La producción se lleva a cabo por la propia productora de Juan Carlos Valdivia, GOA Films, la cual ocupa todo un piso de un edificio. Además, está altamente equipada con cámaras de alta definición, salas de redacción y switch. Al tener una productora propia, Valdivia tiene control total de Toc show.

## Episodios
Toc show fue estrenado el 4 de marzo de 2013. El primer episodio tuvo de invitados al comentarista deportivo Claudio Palma y al vocero de gobierno del primer mandato de Michelle Bachelet, Francisco Vidal. Pero además, durante los primeros episodios destacaron como invitados Andrés Allamand, Paola Camaggi, Claudia Conserva, Cristian «Chico» Pérez, Mey Santamaría, José Miguel Viñuela, y Nicolás Copano, entre otros. A medida que los episodios fueron avanzando, las invitaciones a personalidades públicas comenzaron a cesar y destacaron únicamente las participaciones de los panelistas estables.
Originalmente, el programa contaba con 220 episodios.